# Владімір Бубен
Владімір Бубен (чеськ. Vladimír Buben; 25 вересня 1888 Градець-Кралове — 9 серпня 1956, Прага
) — чехословацький мовознавець-романіст.

## Біографія

### Кар'єра
Походив з родини сідляра. Закінчив гімназію в Градці-Карловому в 1907 році, у 1907-11 роках вивчав германістику та романську філологію на філологічному факультеті Чеського університету в Празі, в 1911 році в Сорбонні в Парижі, в 1914 році здобув звання доктора філософії, в 1922 році габілітувався. З 1912 року вчителює в Пршибрамі, у 1913-14 роках — в Пльзені, в 1914-21 роках — в Градці-Краловому. В 1916-17 роках проходив військову службу в Шопроні. З 1922 року знову вчителює в державній реальній школі в Празі та водночас почав викладати французьку мову на Філософічному факультеті Карлового університету. У 1927-30 роках був екстраординарним професор, з 1931 року — ординарним професором Філософічного факультету Університету Коменського в Братиславі. З 1928 по 1942 роки був упорядником семінарів з романської філології, з 1933 по 1939 роки — з італійської мови та літератури, а в 1938 році — порівняльного мовознавства. У 1934/35 році був обраний деканом, а в 1935/36 — віце-деканом Філософічного факультету Університету Коменського. З 1938-го і до закриття нацистами чеських закладів вищої освіти жив у Брні, у 1940-45 роках — в Челаковицях, з 1945-го — знову в Брні, а з 1946-го — в Празі, де в 1952-му став заступником, а потім завідувачем кафедри романістики філософічного факультету Карлового Університету. У 1952-54 роках очолював Кабінет сучасної філології Чехословацької академії наук.

### Наукова діяльність
З молодих років Бубен зосередився на дослідженні історичної лексики французької мови, з 1929 року присвятив себе сучасній французькій мові, досліджував зв'язки між романськими та чеською мовами. Був одним із важливих авторів французько-чеських словників. Написав кілька монографій з історії літературної провансальської мови, про вплив орфографії на вимову сучасної французької мови тощо. Був одним із співавторів Масарикового словника наукового. Регулярно публікував романістичні дослідження в Часописі про модерні філології, зокрема в його додатку Філологіка. Підготував рукопис «Вступ до історичної іспанської лексики» (1950). Під час перебування в Братиславі Бубен також присвятив себе іспанознавству та каталонській мові, вивченню португальської літератури та діалектологічним дослідженням в Італії та Франції.
Владімір Бубен сприяв розвитку романістики в чеських і словацьких вишах. Він був членом Королівського чеського товариства наук, Національної дослідницької ради, Наукового товариства ім. П. Й. Шафаржика, офіцером ордена Академічних пальм (фр. Officier de l’instruction publique), а з 1947 року — член-кореспондентом Чеської академії наук і мистецтв.